# Mr. Mister
Mr. Mister è stato un gruppo musicale pop rock statunitense nato nel 1982 a Los Angeles, California. Il nome del gruppo (Signor Signore) trae origine da un gioco che i membri inventarono ispirandosi a un album dei Weather Report chiamato Mr. Gone: nei primi tempi, infatti, essi si prendevano in giro a vicenda chiamandosi con appellativi quali "Mister This" (Signor Questo) e "Mister That" (Signor Quello). I Mr. Mister potrebbero considerarsi come il suono sofisticato e melodico degli anni ottanta. Il gruppo era formato da Richard Page voce e basso, Steve George alle tastiere, Pat Mastelotto alla batteria acustica ed elettronica e Steve Farris alla chitarra.

## Storia

### Le Origini e I Wear the Face (1982 - 1984)
Dopo lo scioglimento dei Pages nel 1981, i suoi due componenti principali, Richard Page e Steve George, ormai molto noti nell'ambiente come session man di lusso per artisti come Michael Jackson, Donna Summer, Kenny Loggins e diversi altri, decisero di fondare una nuova band, stavolta con membri fissi e un sound più orientato verso il pop. La line up fu così completata dal batterista Pat Mastelotto e dal chitarrista Steve Farris. Il piano iniziale era quello di avere come quinto membro un bassista, ma alla fine fu Richard Page a fare le veci di cantante e bassista e il gruppo rimase un quartetto. 
Nel marzo 1984, la band fece il suo esordio con l'album I Wear the Face per la RCA, anticipato dal singolo Hunters of the Night, piazzatosi cinquantasettesimo in Billboard. L'album invece riuscì ad arrivare solo centosettantesimo. 
Durante questo periodo a Page fu offerta la possibilità di rimpiazzare Bobby Kimball, cantante leader dei Toto, e più tardi di prendere il posto di Peter Cetera nei Chicago, ma lui, convinto delle potenzialità del progetto Mr. rifiutò ambedue le offerte.

### Il Successo con Welcome to the Real World (1985 - 1986)
Il secondo album, Welcome to the Real World pubblicato nel 1985, è considerato il capolavoro della band con tre brani piazzati nella top 10 statunitense. Broken Wings e Kyrie, pubblicati a pochi mesi di distanza l'uno dall'altro, si piazzarono alla prima posizione della classifica Billboard Hot 100 e ottennero il medesimo risultato in Canada. Is It Love, pubblicato a metà 1986, ottenne invece l'ottava posizione in classifica. Brano di punta dell'album è Broken Wings, canzone molto romantica e melodica, accompagnata da un notevole videoclip. Durante questo periodo la band scrisse anche il brano Something Real, pubblicato per la colonna sonora del film Spalle larghe, e Run to Her, tratta dall'album, fu scelta per la colonna sonora del film Sogno americano. 
Nel 1985 il gruppo prese anche parte ad alcune session in studio per altri artisti, come nel caso dell'album delle Pointer Sisters Contact, dove la band scrive e suona i brani Hey You, Burn Down the Night e Back in my Arms. 
Il tour per promuovere Welcome to the Real World iniziò nell'agosto 1985, trovando il suo culmine nella memorabile esibizione al Ritz di New York, e si protrasse fino ad ottobre 1986. Per buona parte del 1985, la band fu gruppo spalla di Tina Turner, mentre nell'anno successivo divisero il tour con Jim Foster e le Bangles. 
Oltre Something Real, nel Tour dell'86 cominciano a comparire in scaletta anche nuove composizioni quali Stand and Deliver (originariamente scritta per Tina Turner), Power Over Me (scritta da Page come dedica alla figlia da poco nata) e Watching the World (incisa quell'anno da Chaka Khan, con la collaborazione di Phil Collins). Tutti brani che avrebbero visto la luce sul terzo disco della band.

### Go On..., Live in Cile e l'abbandono di Farris (1987 - 1988)
Il successivo album Go On... prosegue sulla scia musicale del precedente, ma a seguito di una mancanza di comuni intenti con la loro casa discografica la band non si sentì sufficientemente supportata nel suo progetto. Il disco si rivelò un flop di vendite, e su quattro singoli estratti, solo una nuova versione di Something Real incisa per l'album entrò in classifica. Nonostante ciò Healing Waters, secondo singolo dell'album, ebbe una nomination ai Grammy Awards 1988, nella categoria Best Gospel Performance, e Stand and Deliver, quarto singolo, divenne colonna sonora principale del film La forza della volontà con Edward James Olmos. La band organizzò comunque un tour, diviso con le Heart, a supporto dell'album. Nel 1988 il gruppo suonò su Back to Avalon di Kenny Loggins (sul brano One Woman di cui Page e George sono anche coscrittori), e su Awakening from the Western Dream di Paul Clark (sui brani Marianna e So They Say). 
Nello stesso anno, la band fu invitata a suonare al noto Festival di Viña del Mar in Cile, ai tempi trasmesso in diretta Tv in tutta America. Nella prima sera, Page lesse al pubblico un bigliettino scritto in spagnolo in cui esplicitava la sua vicinanza a tutti gli artisti desaparecidos sotto il governo Pinochet. Questo provocò tensioni tra il pubblico, diviso tra festanti grida del popolo e urla sbraitanti degli ufficiali di Pinochet. Dopo l'esibizione il gruppo fu scortato verso il proprio albergo e fu più volte chiesto a Page di rinegoziare la sua dichiarazione, cosa che il cantante si rifiutò di fare. Il giorno dopo il gruppo trovò un accordo col sindaco: suonare la seconda sera del festival ma senza rilasciare dichiarazioni sul palco. Il gruppo suonò quindi anche la seconda sera in quanto non erano presenti altri headliner e la cancellazione dell'evento avrebbe portato ad una rivolta popolare. A fine serata, i Mr. Mister ricevettero anche il premio come miglior artista del Festival. 
Durante il 1988, tuttavia nel gruppo cominciarono a crescere tensioni tra Richard Page e Steve Farris sulla direzione artistica della band, che si conclusero con l'abbandono del chitarrista. Farris sarebbe poi diventato parte della touring band di Rod Stewart nel 1989. L'ultima esibizione con il chitarrista si ebbe il 29 aprile al The Late Show, e sarebbe stata anche l'ultima ufficiale del gruppo.

### Pull, lo scioglimento e il presente (1989 - oggi)
Page, George e Mastelotto portarono comunque avanti il loro quarto progetto, Pull, con l'ausilio di diversi chitarristi di fama in sostituzione di Farris, come Buzz Feiten e Trevor Rabin degli Yes. Tuttavia, una volta concluso il lavoro nel 1990, i contrasti con la RCA erano così forti che la casa discografica decise di non pubblicare l'album. La band provò a cercare altre etichette, ma nessuna sembrava realmente interessata ai Mr. quanto ad un disco solista di Page. rimasti ormai senza contratto, i membri optarono per prendere ognuno strade diverse. Page fece parte del progetto Third Matinee con Patrick Leonard nel 1994 ed intraprese poi la carriera solista che lo ha portato alla pubblicazione ad oggi di quattro album ed un EP. George fu dal 1993 al 1997 tastierista e direttore di palco di Kenny Loggins mentre Mastelotto entrò a far parte dei King Crimson come batterista dal 1994. Dopo Stewart, Farris ha fatto parte dei Whitesnake nel 1997, e collaborato con Gary Wright facendo anche parte della sua backing band. Ha inoltre preso parte ad alcune session anche con noti artisti italiani come Edoardo Bennato (Se son rose fioriranno), Eros Ramazzotti (Tutte storie) e Vasco Rossi (Gli spari sopra, suo il solo di chitarra sulla celebre Vivere).
Pull tuttavia è circolato durante tutti gli anni 90 via internet in formato bootleg. Nel 2001, è uscita la raccolta The Best of Mr. Mister, contenente Waiting in my Dreams, una delle tracce di Pull scritta inizialmente su commissione, come dichiarato da Page, per far parte della colonna sonora di Non per soldi... ma per amore. Nel novembre 2010, Pull è stato finalmente pubblicato nella sua versione finale grazie alla Little Dume Recordings, etichetta discografia indipendente di proprietà di Richard Page. La pubblicazione è stata abbinata ad una video intervista con i componenti della band che raccontano l'album traccia per traccia.
Nel 2020, Pull ha visto una riedizione, anche se solo digitale, comprendente tre brani inizialmente incisi nelle sessioni originali del disco ma poi scartati: Wheel of Life, Slip Through my Fingers e Faith Unbroken. Le parti di chitarra sui nuovi tre brani, sono state invece incise nel 2020 da Tim Pierce. 
Nel 2023, in occasione del settantesimo compleanno di Page, il quartetto originale si è riunito a casa di quest'ultimo per suonare qualche brano. Pur non essendo un'esibizione ufficiale è stata la prima a veder coinvolti nuovamente Page, George, Farris e Mastelotto dopo 35 anni dall'ultima. Sulla pagina facebook del gruppo è stata pubblicata Broken Wings tratta da questa sessione che in poche ore ha ottenuto 100.000 click.

## Formazione
- Richard Page - voce, basso, occasionalmente chitarra (1982 - 1990)
- Steve Farris - chitarra (1982 - 1988)
- Steve George - tastiere, occasionalmente sassofono (1982 - 1990)
- Pat Mastelotto - batteria (1982 - 1990)

## Discografia

### Album in studio
- 1984 - I Wear the Face
- 1985 - Welcome to the Real World
- 1987 - Go On...
- 2010 - Pull

### Album dal vivo
- 1986 - Live at The Ritz, New York (14-12-1985) - bootleg